# 伊吹康太郎
伊吹康太郎（いぶきこうたろう、1973年4月3日 - ）は、日本の俳優。東京都出身。国士舘高校卒業。父は俳優の伊吹吾郎。特技はギター・乗馬・日舞。

## 出演

### テレビドラマ
- 水戸黄門第26部 - 父である伊吹吾郎（当時は伊吹吾朗）と共演。
- 南町奉行事件帖 怒れ!求馬II
- 水曜ミステリー9
- はるちゃん5
- 聞かせてよ愛の言葉を
- 土曜ワイド劇場

### CM
- マリエール

| スタブアイコン | サブスタブ | この項目は、まだ閲覧者の調べものの参照としては役立たない、俳優（男優・女優）に関連した書きかけの項目です。この項目を加筆・訂正などしてくださる協力者を求めています（P:映画/PJ芸能人）。 |